# HQ (album)
HQ è l'ottavo album di Roy Harper.

## Storia
Negli Stati Uniti, l'album fu pubblicato con il titolo When An Old Cricketer Leaves The Crease. 
Harper considera HQ come "...il miglior disco che ho fatto"
Sull'album compaiono David Gilmour e John Paul Jones, alla chitarra solista e al basso in "The Game" e anche The Grimethorpe Colliery Band in "When An Old Cricketer Leaves The Crease", una delle più note canzoni di Harper.

## Copertina
La copertina dell'album è stata creata da Hipgnosis. Al riguardo Harper ha detto:

## Premi
Nel 1975, HQ è stato premiato come Album dell'anno in Portogallo, ed ha ricevuto un analogo premio in Finlandia.

## Tracce

### Lato A
1. "The Game (Parts 1–5)" - 13:42
2. "The Spirit Lives" - 4:14
3. "Grown ups are Just Silly Children" - 2:55

### Lato B
1. "Referendum (Legend)" - 3:49
2. "Forget Me Not" - 2:24
3. "Hallucinating Light" - 6:24
4. "When An Old Cricketer Leaves The Crease" - 7:13

### Bonus tracks della riedizione del 1995
1. "The Spirit Lives" (Early Mix, 23rd March 1975)
2. "When An Old Cricketer Leaves The Crease" (Live in Exeter, 31st October 1977)
3. "Hallucinating Light" (7" Single version)

## Formazione
- Roy Harper - voce, chitarra
- David Gilmour - chitarra in The Game
- John Paul Jones - basso in The Game
- Steve Broughton - percussioni in The Game
- Chris Spedding - chitarra
- Bill Bruford - percussioni
- Dave Cochran - basso
- The Grimethorpe Colliery Band - in When an Old Cricketer Leaves the Crease